# Fioule
La Fioule est une rivière française du département Haute-Loire de la région Auvergne-Rhône-Alpes et un affluent droit de l'Allier, c'est-à-dire un sous-affluent de la Loire.

## Hydronymie
La Fioule a parfois été appelée ruisseau de Javour, du nom du lieu-dit près duquel elle prend source.

## Géographie
Longue de 16,1 km, la Fioule prend sa source sur la commune de Fix-Saint-Geneys à 1 140 mètres d'altitude, entre le col de Fix-Saint-Geneys (1 115 m) et la Boze (1 190 m).
Elle coule généralement du nord-est vers le sud-ouest,.
Elle conflue avec la rive droite de l'Allier sur la commune de Saint-Arcons-d'Allier, à 516 mètres d'altitude.

## Communes et cantons traversés
Dans le seul département de la Haute-Loire, la Fioule traverse cinq communes et trois cantons :
- de l'amont vers l'aval :

Fix-Saint-Geneys (source), Sainte-Eugénie-de-Villeneuve, Vissac-Auteyrac, Siaugues-Sainte-Marie, Saint-Arcons-d'Allier (confluence).
Soit en termes de cantons, la Fioule prend source dans le canton d'Allègre, traverse le canton de Paulhaguet, conflue dans le canton de Langeac, le tout dans les arrondissements du Puy-en-Velay et de Brioude.

## Affluents

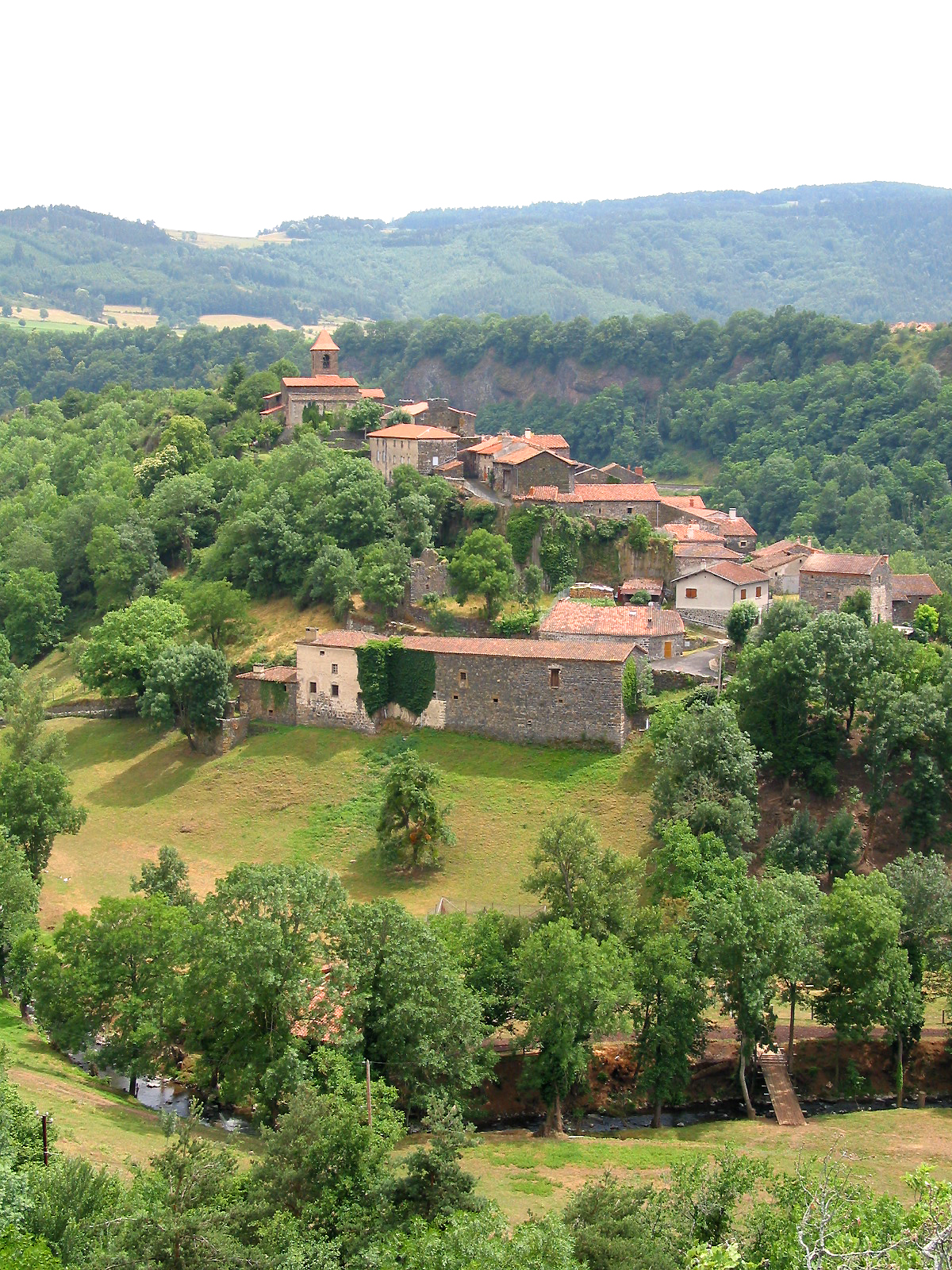
Saint-Arcons-d'Allier et la Fioule en bas, juste avant la confluence avec l'Allier.

La Fioule a quatre affluents référencés :
- le ruisseau de Chantuzier (rg), 3,4 km, sur la seule commune de Vissac-Auteyrac avec un affluent :
  - ruisseau la Grone (rd), 2,6 km sur les deux communes de Vissac-Auteyrac (confluence) et Fix-Saint-Geneys (source).
- l'Ande, ou l'Ance selon Géoportail (rg), 8,5 km, sur les deux communes de Siaugues-Sainte-Marie (confluence) et Saint-Jean-de-Nay (source) qui prend source dans le marais de Limagne et traverse l'Étang du Repos.
- le Griniac (rg), 3,2 km, sur les deux communes de Vissac-Auteyrac (confluence) et Siaugues-Sainte-Marie (source) avec un affluent :
  -  ?, 0,3 km sur la seule commune de Siaugues-Sainte-Marie.
- le ? (rd), 0,9 km, sur les trois communes de Vissac-Auteyrac, Saint-Arcons-d'Allier et Siaugues-Sainte-Marie.

Le rang de Strahler est donc de trois.

## Bassin versant
La superficie de la zone hydrographique « L'Allier du ruisseau de Besque (NC) à la Desges (NC) » (K226) est de 1 593 km2. Le bassin versant est composé de 59,30 % de forêts et milieux semi-naturels, 39,65 % de territoires agricoles, de 0,59 % de surfaces en eau, de 0,46 % de territoires artificialisés et de 0,02 % de zones humides.

## Hydrologie
La station hydrologique no K2266210 est implantée à Vissac-Auteyrac au lieu-dit la Croze, à 760 m d'altitude pour un bassin versant de 35,5 km2 depuis le 1er mars 1999

### La Fioule à Vissac-Auteyrac
La station K2266210 - La Fioule à Vissac-Auteyrac, est en service depuis 15 ans.
Le module à Vals-près-le-Puy est de 207,44 l/s.
Le régime hydrologique est donc de type régime pluvial.

### Crues
Sur cette courte période d'observation, le débit journalier maximal a été observé le 2 décembre 2003 pour 1 950 l/s. Le débit instantané maximal a été observé le même 2 décembre 2003 avec 3 820 l/s en même temps que la hauteur maximale instantanée de 1 120 mm soit 1,12 m.

## Organisme gestionnaire

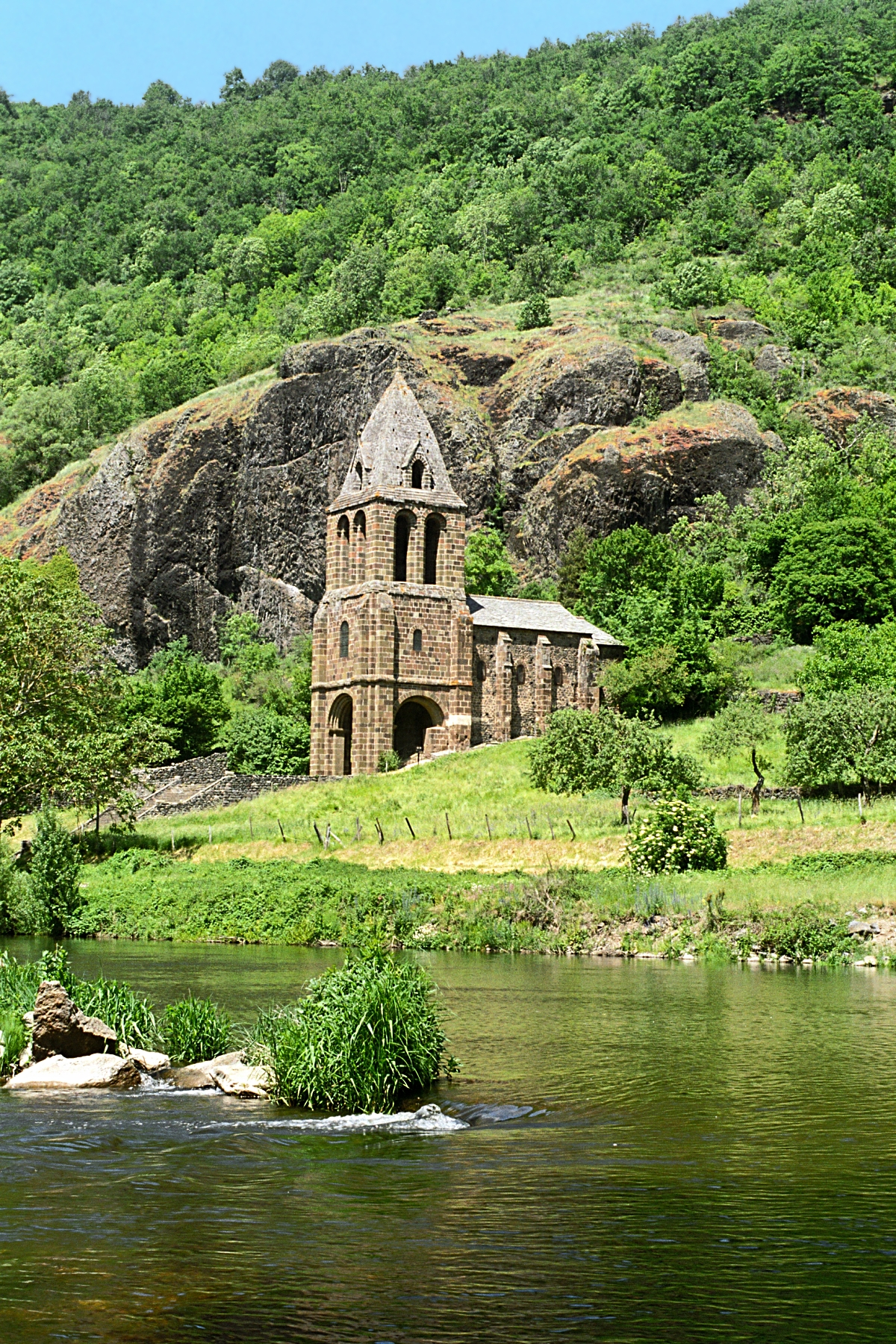
La chapelle Sainte-Marie-des-Chazes à Saint-Julien-des-Chazes sur l'Allier voisin.

L'Organisme gestionnaire est le SICALA Haute-Loire qui gère aussi l'Allier et ses affluents tels que la Fioule

## Pêche et AAPPMA
La Fioule fait partie du secteur de l'Allier intermédiaire avec la Fioule dite "petite rivière de 3 à 6 m de large".

## Écologie et ZNIEFF
La « vallée de la Fioule » est une ZNIEFF de type I de 393 hectares, créée en 1993 sur les trois communes de Vissac-Auteyrac, Saint-Arcons-d'Allier et Siaugues-Sainte-Marie
L'état écologique est moyen, bon ou très bon en 2013 avec une station qualité en service à la commune de confluence, à Saint-Arcons-d'Allier.